# István Balogh
István Balogh (21. září 1912 Budapešť – 27. října 1992 tamtéž) byl maďarský fotbalista, který hrál za Újpest FC a maďarskou reprezentaci. Po ukončení kariéry se stal trenérem, trénoval Újpest.

## Reprezentační kariéra
Reprezentoval Maďarsko na Mistrovství světa 1938. Nastoupil do utkání proti Nizozemské východní Indii (výhra 6:0).